# شهرستان آراوان
شهرستان آراوان (به قرقیزی:Араван району، اراۋان رايونۇ)(به روسی: Араванский район) یک شهرستان از استان اوش در جنوب‌غربی قرقیزستان واقع شده‌است. این شهرستان دارای مساحت ۱٬۳۴۰ کیلومترمربع (۵۲۰ مایل مربع) می‌باشد. مرکز این شهرستان شهر آراوان است.

## خصوصیات
شهرستان آراوان بر اساس آمار سال ۲۰۰۹، مشتمل بر ۴۸ روستا است و دارای ۱۰۶٬۱۳۴ نفر جمعیت است. از این جمعیت، ۵۸.۷٪ ازبک، ۳۹.۶٪ قرقیز، ۰.۷٪ آذری، ۰.۵٪ تاجیک، ۰.۱٪ تاتار و ۰.۴٪ از گروه‌های قومی دیگر می‌باشند.